# Federazione Campana BCC
La Federazione Campana delle Banche di Credito Cooperativo costituisce l'organismo associativo delle banche di credito cooperativo (BCC) della regione a cui fornisce rappresentanza, assistenza, consulenza e formazione.
La Federazione è, a sua volta, associata a Federcasse, la Federazione Italiana delle BCC-CR.

## Organizzazione
Le banche aderenti sono 19:
- Banca di Credito Cooperativo dei Comuni Cilentani
- Banca di Credito Cooperativo di Aquara
- Cassa Rurale ed Artigiana Banca di Credito Cooperativo di Battipaglia e Montecorvino Rovella
- Banca di Credito Cooperativo di Buccino
- Banca di Credito Cooperativo di Buonabitacolo
- Banca di Credito Cooperativo San Vincenzo de' Paoli di Casagiove
- Banca di Credito Cooperativo di Fisciano
- Banca di Credito Cooperativo di Flumeri
- Banca di Credito Cooperativo Alto Casertano e Basso Frusinate
- Banca di Credito Cooperativo Irpina
- Banca di Credito Cooperativo di Napoli
- Banca di Credito Cooperativo Monte Pruno di Roscigno e Laurino
- Banca di Credito Cooperativo di Capaccio Paestum
- Banca di Salerno Credito Cooperativo
- Banca di Credito Cooperativo di San Marco dei Cavoti e del Sannio - Calvi
- Banca di Credito Cooperativo di Sassano
- Banca di Credito Cooperativo di Scafati e Cetara
- Banca di Credito Cooperativo di Serino
- Banca del Cilento e Lucania Sud